# Saskatchewan Junior Hockey League
Die Saskatchewan Junior Hockey League (SJHL) ist eine Junioren-Eishockeyliga zweiter Kategorie in der kanadischen Provinz Saskatchewan. Sie ist eine von zehn, zur Canadian Junior Hockey League (CJHL) gehörenden Ligen. Die Liga wird vom  kanadischen Eishockeyverband Hockey Canada organisiert und besteht aus zwölf Mannschaften, welche in zwei Divisions spielen. Der Sieger der Play-offs, der mit dem Credential Cup ausgezeichnet wird, spielt in einer Best-of-Seven-Serie gegen den Meister der Manitoba Junior Hockey League um den Anavet Cup, dessen Sieger wiederum um den nationalen Royal Bank Cup der CJHL antritt.

## Mannschaften der Saison 2015/16

### Bauer Division
| Name                    | Standort                       | Ligazugehörigkeit seit |
| Battlefords North Stars | North Battleford, Saskatchewan | 1973                   |
| Flin Flon Bombers       | Flin Flon, Saskatchewan        | 1951–1966 1986         |
| Humboldt Broncos        | Humboldt, Saskatchewan         | 1970                   |
| La Ronge Ice Wolves     | La Ronge, Saskatchewan         | 1998                   |
| Melfort Mustangs        | Melfort, Saskatchewan          | 1988                   |
| Nipawin Hawks           | Nipawin, Saskatchewan          | 1986                   |

### Sherwood Division
| Name                  | Standort                 | Ligazugehörigkeit seit |
| Estevan Bruins        | Estevan, Saskatchewan    | 1957                   |
| Kindersley Klippers   | Kindersley, Saskatchewan | 1991                   |
| Melville Millionaires | Melville, Saskatchewan   | 1970                   |
| Notre Dame Hounds     | Wilcox, Saskatchewan     | 1970–1976 1987         |
| Weyburn Red Wings     | Weyburn, Saskatchewan    | 1968                   |
| Yorkton Terriers      | Yorkton, Saskatchewan    | 1972                   |

### Frühere Mannschaften
- Lebret Eagles (1993–2001)
- Lloydminster Lancers/Lloydminster Blazers (1982–2005)
- Moose Jaw Canucks (1935–1984)
- Prince Albert Raiders (1972–1982; wechselten in die Western Hockey League)
- Regina Blues (1970–1982)
- Regina Silver Foxes (1972–1976)
- Saskatoon Olympics (1968)
- Saskatoon Rage (1998–1999)
- Swift Current Broncos/Swift Current Indians (1974–1986)
- Minot Top Guns (1994–1997)

## Gewinner des Credential Cups
| - 2019 Battlefords North Stars - 2018 Nipawin Hawks - 2017 Battlefords North Stars - 2016 Melfort Mustangs - 2015 Melfort Mustangs - 2014 Yorkton Terriers - 2013 Yorkton Terriers - 2012 Humboldt Broncos - 2011 La Ronge Ice Wolves - 2010 La Ronge Ice Wolves - 2009 Humboldt Broncos - 2008 Humboldt Broncos - 2007 Humboldt Broncos - 2006 Yorkton Terriers - 2005 Yorkton Terriers - 2004 Kindersley Klippers - 2003 Humboldt Broncos | - 2002 Kindersley Klippers - 2001 Weyburn Red Wings - 2000 North Battleford North Stars - 1999 Estevan Bruins - 1998 Weyburn Red Wings - 1997 Weyburn Red Wings - 1996 Melfort Mustangs - 1995 Weyburn Red Wings - 1994 Weyburn Red Wings - 1993 Flin Flon Bombers - 1992 Melfort Mustangs - 1991 Yorkton Terriers - 1990 Nipawin Hawks - 1989 Humboldt Broncos - 1988 Notre Dame Hounds - 1987 Humboldt Broncos - 1986 Humboldt Broncos | - 1985 Estevan Bruins - 1984 Weyburn Red Wings - 1983 Yorkton Terriers - 1982 Prince Albert Raiders - 1981 Prince Albert Raiders - 1980 Prince Albert Raiders - 1979 Prince Albert Raiders - 1978 Prince Albert Raiders - 1977 Prince Albert Raiders - 1976 Prince Albert Raiders - 1975 Swift Current Broncos - 1974 Prince Albert Raiders - 1973 Humboldt Broncos - 1972 Humboldt Broncos - 1971 Weyburn Red Wings - 1970 Weyburn Red Wings - 1969 Regina Pats |